# Großhansdorf
Großhansdorf (en baix alemany Groothansdörp) és un municipi de l'estat de Slesvig-Holstein a Alemanya al districte de Stormarn i a l'Àrea metropolitana d'Hamburg. El 31 de març de 2010 tenia 9.049 habitants.

Senyal bilingüe a l'entrada del municipi

El poble de Großhansdorf està documentat per a la primera vegada el 1274 a un acte de la parròquia de Santa Catarina d'Hamburg, a la jurisdicció eclesiàstica de la qual es trobava. Un cert Leo von Erteneborg va transmetre les rendes de la seva propietat a l'Hospital del Sant Esperit d'aquesta parròquia. A l'inici del segle xv, pertanyia a la família noble Heest que va empenyorar-lo a la ciutat d'Hamburg per a una primera vegada de 1417 a 1421, una segona vegada de 1435 a 1442 i una tercera vegada el 1444. De 1444 fins a la llei de l'àrea metropolitana d'Hamburg del 1937, va quedar sense interrupció a les possessions de la ciutat hanseàtica. El 1937, passa al districte de Stormarn.
El primer esment de Schmalenbeck es troba el 1314 en un litigi entre dues branques de la casa de Schauenburg, la branca de Plön va obtenir el feu. El 1331 transferí les rendes del poble a una fundació del capítol de la catedral d'Hamburg. De 1336 a 1356, una lluita de poder va esclatar entre les autoritats eclesiàstiques i civils de la ciutat, durant la qual Schmalenbeck va ser destruïda el 1344. El 1437, el poble va ser empenyorat a Hamburg i la penyora mai no va ser aixecada. Des d'aleshores, ambdós van quedar dos exclavaments d'Hamburg per quasi cinc segles. Aquests pobles del bosc (en alemany Walddörfer) van ser importants proveïdors de carbó de fusta i de lleny.
Els dos nuclis van fusionar el 1872 i prendre el nom de Groß-Hansdorf-Schmalenbeck. El 1921, la construcció del carrilet Walddörferbahn, i la seva integració a la línia U1 del metro d'Hamburg va desenclavar el territori i contribuir al seu creixement demogràfic ràpid. Després de les destruccions massives del centre d'Hamburg durant la Segona Guerra Mundial, molts empresaris benestants van emigrar vers l'speckgürtel o cinturó de cansalada, el malnom corrent per a les urbanitzacions noves i benestants del postguerra a les zones verds a l'entorn d'una ciutat. El 1951 va esdevenir municipi sense amt.
Tret d'uns serveis (escoles, clíniques) i unes petites empreses locals, el municipi no té gaire activitat econòmica pròpia. No hi cap polígon industrial. A l'entorn de les tres estacions de la U1, uns centres comercials van crear-se. La majoria dels habitants troba la feina a la metròpoli d'Hamburg o als polígons de la ciutat veïna d'Ahrensburg.